# 代雷夫亞內 (里夫內區)
50°44′35″N 25°54′58″E / 50.74306°N 25.91611°E

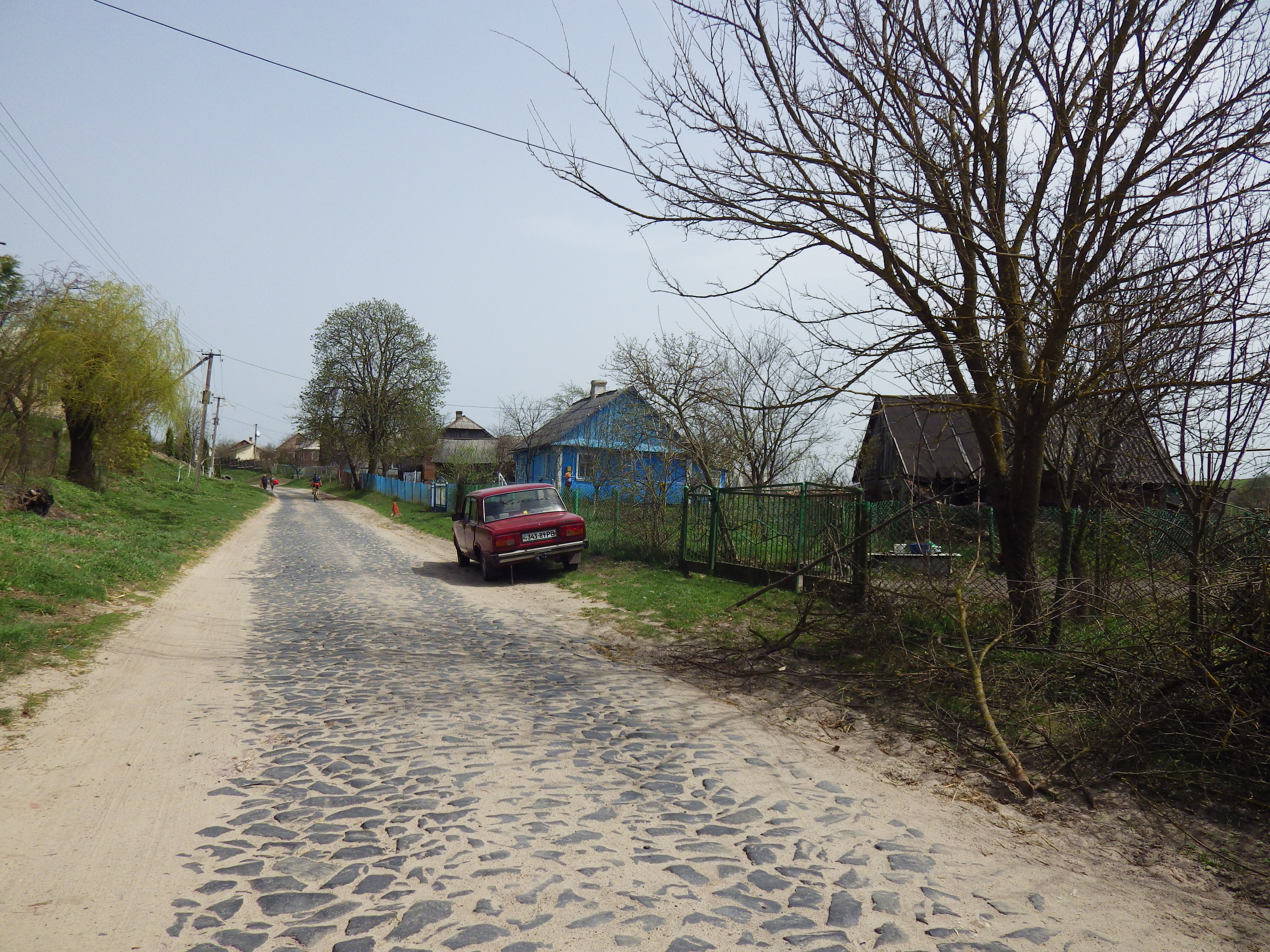
村中主路

代雷夫亚内（烏克蘭語：Дерев'яне），是烏克蘭西北部里夫内州里夫内区佐里亚市镇的村落。始建於1445年，面積1.3平方公里，海拔高度187米，2001年人口757，人口密度每平方公里582.3人。